# Municipio de Wagner (Iowa)
El municipio de Wagner (en inglés: Wagner Township) es un municipio ubicado en el condado de Clayton en el estado estadounidense de Iowa. En el año 2010 tenía una población de 390 habitantes y una densidad poblacional de 4,13 personas por km².

## Geografía
El municipio de Wagner se encuentra ubicado en las coordenadas 42°57′00″N 91°25′45″O / 42.95000, -91.42917. Según la Oficina del Censo de los Estados Unidos, el municipio tiene una superficie total de 94.39 km², de la cual 94,39 km² corresponden a tierra firme y (0 %) 0 km² es agua.

## Demografía
Según el censo de 2010, había 390 personas residiendo en el municipio de Wagner. La densidad de población era de 4,13 hab./km². De los 390 habitantes, el municipio de Wagner estaba compuesto por el 99,74 % blancos y el 0,26 % eran de una mezcla de razas. Del total de la población el 0 % eran hispanos o latinos de cualquier raza.